# Elizabeth Ibrahim Ekaru
Elizabeth Ibrahim Ekaru ou Elizabeth Ekaru, née au Kenya, morte assassinée le 3 janvier 2022 à Isiolo est une défenseuse kenyane des droits des femmes, de la paix, de l’environnement et du droit à la terre.

## Biographie
Elizabeth Ibrahim Ekaru vit dans une région où les vols de bétail entre communautés sont fréquents. Elle défend très vite l'idée d'une coexistence pacifique entre les communautés. Elle rejoint le comité de paix et de résolution d'Isiolo. En 1998, elle est présidente de Turkana Dancer, groupe pacifiste qui intervient par le biais de la danse. En 2005, elle est présidente de l'organisation féministe Maendeleo Ya Wanawake qui signifie Le progrès pour les femmes en swahili.
Elle est elle-même victime de ces conflits entre communautés. À la fin des années 1990, son bétail est volé et trois bergers sont tués. Lorsqu'elle déclare le vol et les meurtres aux autorités, elle est soupçonnée et emprisonnée. Un groupe de défense des droits humains prend sa défense et l'a fait libérer.
Elle joue alors un rôle déterminant dans le retour au calme, à Isiolo et à Garissa. Elle défend la cause d'une compensation égale pour les victimes masculines et féminines des affrontements.
En 2010, elle représente Isiolo à la conférence constitutionnelle nationale, pour l'élaboration de la constitution du Kenya.
Elle est membre du National Network of Women Human Rights Defenders (Réseau national des femmes défenseuses des droits humains), qui est lié à la Defenders Coalition of Kenya.
Elle promeut l'éducation des filles, l'autonomisation des femmes par le biais d'associations villageoises d'épargne et de prêt et de groupes d'entraide. Elle lutte aussi contre le VIH et contre les mariages forcés.
Elle est également une militante écologique. Avec les femmes des communautés pastorales, elle développe la culture de plantes vivrières afin de contrer les effets liés au changement climatique dans les régions exposées à la sécheresse et à la famine.
Elle défend les droits fonciers des femmes autochtones. Dans le droit coutumier, elles sont exclues de l’héritage de la terre. En 2016, la loi inscrit un égal accès à la propriété, mais dans les communautés la loi n'est pas appliquée.
Son mari est tué en 2011. Ses assassins ne sont pas identifiés.
Le 3 janvier 2022, elle meurt assassinée par un voisin au prétexte d'un différend foncier. Le meurtrier lui plante son épée à cinq reprises dans le corps, à la poitrine, à l’aine, le dos et la main droite. Elle meurt à 48 ans des suites de ses blessures. Le nombre de coups portés, le coup porté à l'aine laisse penser qu'il s'agit d'un meurtre genré. Ce meurtre fait suite à une série d'assassinats de femmes activistes au Kenya. Joanna Stutchbury est assassinée en 2021. Esther Mwikali, paysanne en lutte contre l’accaparement des terres est tuée en 2019. Caroline Mwatha est morte dans des circonstances obscures en 2019. Le 11 janvier 2022, des centaines de femmes manifestent pour réclamer justice, pour que les autorités mettent en place des mesures de protection pour les activistes menacées et qu'elles publient les chiffres sur les féminicides.
Le procès du meurtrier a lieu le 5 décembre 2022. Une foule est présente au tribunal pour défendre la mémoire d'Elizabeth Ibrahim Ekaru.

## Distinctions
- Head of State Recommendation Award, 2005